# 源彦仁
源 彦仁（みなもと の よしひと）は、鎌倉時代中期から後期にかけての皇族・公卿。順徳天皇の孫で、無品忠成王の子。官位は正三位・左近衛中将。

## 経歴
文永年間（1260年代）後嵯峨天皇の第一皇女・月花門院（綜子内親王）と密かに通じていたという。
永仁2年（1294年）に元服する。永仁4年（1296年）二世王としての蔭位により従四位下に直叙され侍従に任ぜられる。翌永仁5年（1297年）には4月従四位上、6月従三位、11月正三位と1年間で五階の昇叙を受ける。この間に左近衛中将に任ぜられるが、永仁6年（1298年）3月23日薨去。最終官位は左近衛中将正三位。

## 官歴
『公卿補任』による。
- 永仁2年（1294年） 3月22日：元服
- 時期不詳：臣籍降下（源朝臣）
- 永仁4年（1296年） 12月20日：従四位下（直叙）、侍従
- 永仁5年（1297年） 2月19日：禁色。4月10日：従四位上。6月25日：従三位。6月26日：侍従如元。11月14日：正三位
- 時期不詳：左近衛中将
- 永仁6年（1298年） 3月23日：薨去（左近衛中将正三位）

## 系譜
- 父：忠成王
- 母：藤原範能の娘
- 妻：二条良実の娘
  - 男子：忠房親王（1285-1347） - 二条兼基猶子、後宇多天皇養子
- 妻：三条公親の娘
  - 男子：承鎮法親王[3] - 後宇多天皇猶子
- 生母不明の子女
  - 女子：守子内親王